# 萬貝爾克

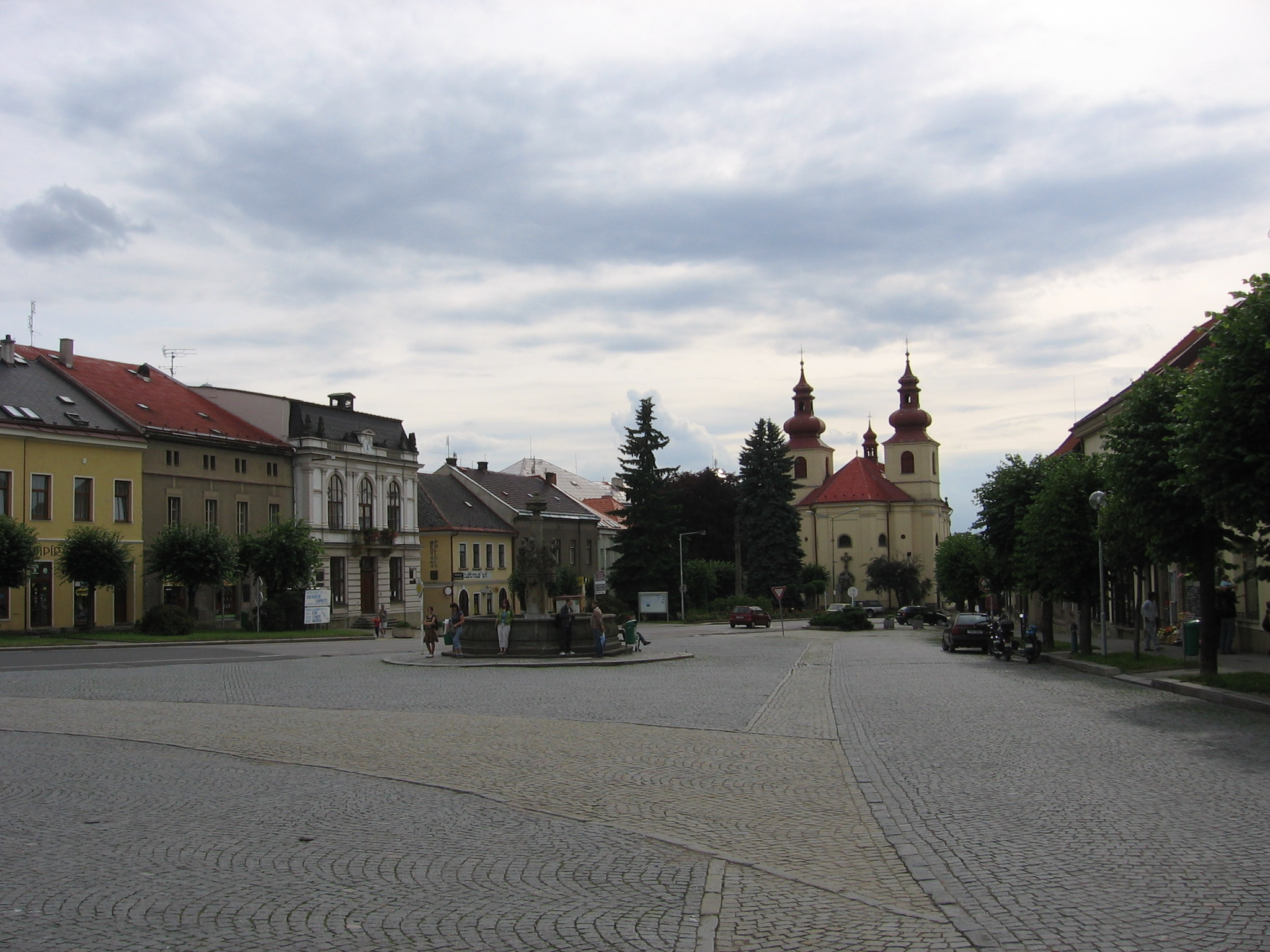

萬貝爾克是捷克的城鎮，位於該國北部，由赫拉德茨-克拉洛韋州負責管轄，面積21.03平方公里，海拔高度320米，鎮上的金屬加工廠在二十世紀開設，2006年人口4,761。

## 外部連結
- Municipal website （页面存档备份，存于）
- http://www.vkrajka.cz/krajka/historie/3/ （页面存档备份，存于）